# François Even
 (juin 2017).
Si vous disposez d'ouvrages ou d'articles de référence ou si vous connaissez des sites web de qualité traitant du thème abordé ici, merci de compléter l'article en donnant les références utiles à sa vérifiabilité et en les liant à la section « Notes et références ».
François Even est un bassiste français né le 1er avril 1972, faisant partie du groupe de rock Superbus.

## Carrière
François Even commence à jouer de la basse à l'âge de treize ans avec des camarades de classe. 
François Even était le bassiste de Rachid Taha avant de rejoindre Superbus en 1999. Il a coécrit le tube Tchi-Cum-Bah avec Jennifer Ayache.

## Influences Musicales
François Even est influencé par le rhythm and blues et le rock. Ce sont les lignes de basse de John Entwistle des Who sur The Real Me qui l'influencent le plus. Enfin, il apprécie Flea, bassiste des Red Hot Chili Peppers, son album préféré étant Blood Sugar Sex Magik.